# Druciatus petilus
Druciatus petilus är en tvåvingeart som beskrevs av Marshall och Totton 1995. Druciatus petilus ingår i släktet Druciatus och familjen hoppflugor.
Artens utbredningsområde är Ecuador. Inga underarter finns listade i Catalogue of Life.